# Frankfort (Maine)
Frankfort ist eine Town im Waldo County des Bundesstaates Maine in den Vereinigten Staaten. Im Jahr 2020 lebten dort 1231 Einwohner in 557 Haushalten auf einer Fläche von 67,11 km².

## Geographie
Nach dem United States Census Bureau hat Frankfort eine Gesamtfläche von 67,11 km², von der 63,74 km² Land sind und 3,37 km² aus Gewässern bestehen.

### Geographische Lage
Frankfort liegt im Nordosten des Waldo Countys und wird durch den Penobscot River vom Hancock County getrennt. Der Marsh River fließt in südlicher Richtung durch das Gebiet, er mündet in den Penobscot River. Im Südwesten grenzt der Swan Lake an das Gebiet und im Südosten bildet der der South Branch of Marsh River einen Seitenarm des Penobscot Rivers. Die Oberfläche ist leicht hügelig, der 320 m hohe Mount Waldo ist die höchste Erhebung der Town.

### Nachbargemeinden
Alle Entfernungen sind als Luftlinien zwischen den offiziellen Koordinaten der Orte aus der Volkszählung 2010 angegeben.
- Norden: Winterport, 5,9 km
- Osten: Bucksport, Hancock County, 19,2 km
- Südosten: Prospect, 5,8 km
- Süden: Searsport, 14,2 km
- Südwesten: Swanville, 11,3 km
- Westen: Monroe, 10,3 km

### Stadtgliederung
In Frankfort gibt es mehrere Siedlungsgebiete: Frankfort, Frankfort Mills, Marsh Village, Mount Waldo und West Frankfort.

### Klima
Die mittlere Durchschnittstemperatur in Frankfort liegt zwischen −7,8 °C (18 °F) im Januar und 20,0 °C (68 °F) im Juli. Damit ist der Ort gegenüber dem langjährigen Mittel der USA um etwa 9 Grad kühler. Die Schneefälle zwischen Oktober und Mai liegen mit bis zu zweieinhalb Metern mehr als doppelt so hoch wie die mittlere Schneehöhe in den USA; die tägliche Sonnenscheindauer liegt am unteren Rand des Wertespektrums der USA.

## Geschichte
Frankfort wurde am 25. Juni 1789 als Town organisiert. Zu der Zeit gehörte zum Gebiet von Frankfort die Fläche vom Westufer des Penobscot Rivers bis zum Soadabscook Stream. Aus diesem Gebiet sind die Towns Prospect, Winterport und Hampden, sowie Teile von Belfast, Searsport und Stockton hervorgegangen.
Die Towns Hampden und Prospect wurden 1794 abgespalten und eigenständig, die Town Winterport im Jahr 1860. Weiteres Land wurde 1816 an Hampden abgegeben, sowie 1832 an Swanville, 1863 an Monroe und 1867 an Winterport.
Erste Siedler ließen sich 1770 in dem Gebiet nieder. 1773 lebten vierzehn Familien in dem Gebiet. Die ersten Siedler lebten von der Jagd auf Elche, Biber und Bisamratten, sowie dem Fischfang im Penobscot River. Das Gebiet gehörte zum Waldo Patent. Mehrere Inhaber erhoben Ansprüche auf das Land. Schließlich wurde Thorndike & Company als Eigentümer festgestellt und diese verkauften das Land für 2 Dollar je Morgen an die Siedler.
Später waren Schiffbau, Holzwirtschaft, Landwirtschaft und der Abbau von Granit Lebensgrundlage der Siedler. Das erste Sägewerk baute Jushua Treat im Jahr 1774 am Marsh Stream. Ein Damm für die Wasserregulierung wurde 1904 errichtet, die letzte Mühle wurde in den 1940er Jahren geschlossen. Bekannt war Frankfort für den grau-weißen Granit, der seit 1836 am Mosquito Mountain abgebaut wurde. Verlegt wurde der Abbau 1846 an den Waldo Mountain. Mit Ochsen-Fuhrwerken wurde der Granit zum Penobscot River transportiert und dort verschifft. Die Abbaumenge 1850 betrug 20.000 Tonnen Granit pro Jahr. Der Granitabbau wurde 1914 eingestellt. Erneut betrieben wurde der Steinbruch von 1931 bis 1965.
Verwendung fand der Granit beim Hausbau vor Ort, aber auch in anderen Regionen der Vereinigten Staaten. Aus dem Granit wurde das Washington Monument, das Grab des unbekannten Soldaten, das Bürogebäude des Senats in Washington DC, die Pfeiler der Brooklyn Bridge in New York, die Gebäude von Fort Knox die Ende des 19. Jahrhunderts erbaut wurden, das Eastern Maine Medical Center in Bangor, das alte Gebäude der Post in Bangor und weitere.

### Einwohnerentwicklung
| Volkszählungsergebnisse – Town of Frankfort, Maine | Volkszählungsergebnisse – Town of Frankfort, Maine | Volkszählungsergebnisse – Town of Frankfort, Maine | Volkszählungsergebnisse – Town of Frankfort, Maine | Volkszählungsergebnisse – Town of Frankfort, Maine | Volkszählungsergebnisse – Town of Frankfort, Maine | Volkszählungsergebnisse – Town of Frankfort, Maine | Volkszählungsergebnisse – Town of Frankfort, Maine | Volkszählungsergebnisse – Town of Frankfort, Maine | Volkszählungsergebnisse – Town of Frankfort, Maine | Volkszählungsergebnisse – Town of Frankfort, Maine |
| Jahr                                               | 1700                                               | 1710                                               | 1720                                               | 1730                                               | 1740                                               | 1750                                               | 1760                                               | 1770                                               | 1780                                               | 1790                                               |
| -------------------------------------------------- | -------------------------------------------------- | -------------------------------------------------- | -------------------------------------------------- | -------------------------------------------------- | -------------------------------------------------- | -------------------------------------------------- | -------------------------------------------------- | -------------------------------------------------- | -------------------------------------------------- | -------------------------------------------------- |
| Einwohner                                          |                                                    |                                                    |                                                    |                                                    |                                                    |                                                    |                                                    |                                                    |                                                    | 891                                                |
| Jahr                                               | 1800                                               | 1810                                               | 1820                                               | 1830                                               | 1840                                               | 1850                                               | 1860                                               | 1870                                               | 1880                                               | 1890                                               |
| Einwohner                                          | 867                                                | 1493                                               | 2129                                               | 2487                                               | 3603                                               | 4233                                               | 2143                                               | 1152                                               | 1157                                               | 1099                                               |
| Jahr                                               | 1900                                               | 1910                                               | 1920                                               | 1930                                               | 1940                                               | 1950                                               | 1960                                               | 1970                                               | 1980                                               | 1990                                               |
| Einwohner                                          | 1211                                               | 1157                                               | 624                                                | 468                                                | 562                                                | 578                                                | 692                                                | 620                                                | 783                                                | 1020                                               |
| Jahr                                               | 2000                                               | 2010                                               | 2020                                               | 2030                                               | 2040                                               | 2050                                               | 2060                                               | 2070                                               | 2080                                               | 2090                                               |
| Einwohner                                          | 1041                                               | 1124                                               | 1231                                               |                                                    |                                                    |                                                    |                                                    |                                                    |                                                    |                                                    |

## Kultur und Sehenswürdigkeiten

### Bauwerke
In Frankfort wurden mehrere Bauwerke unter Denkmalschutz gestellt und ins National Register of Historic Places aufgenommen.
- Frankfort Dam, 2003 unter der Register-Nr. 03000018.[11]
- Mount Waldo Granite Works, 1974 unter der Register-Nr. 74000194.[12]

## Wirtschaft und Infrastruktur

### Verkehr
Der U.S. Highway 1A verläuft in nordsüdlicher Richtung durch den östlichen Teil der Town, parallel zum March Stream. Im Village von Frankfort zweigt in westlicher Richtung die Maine Street 139.

### Öffentliche Einrichtungen
Es gibt keine medizinischen Einrichtungen in Frankfort. Die nächstgelegenen befinden sich in Bangor und Belfast.
In Frankfort befindet sich die Waldo Peirce Library in der Maine Road South. Die Bücherei wurde 1892 gegründet und basiert auf einer Spende zu Ehren von Waldo T. Peirce, einem der frühen Siedler in Frankfort.

### Bildung
Frankfort gehört mit Hampden, Newburgh und Winterport zur Regional School Unit 22.
Im Schulbezirk werden folgende Schulen angeboten:
- Earl C. McGraw School in Hampden, mit Schulklassen von Pre-K bis zum 2. Schuljahr
- Leroy H. Smith School in Winterport, mit Schulklassen von Pre-K bis zum 4. Schuljahr
- Weatherbee Elementary School in Hampden, mit Schulklassen vom 3. bis zum 5. Schuljahr
- Samuel L. Wagner Middle School in Winterport, mit Schulklassen vom 5. bis zum 8. Schuljahr
- Reeds Brook Middle School in Hampden, mit Schulklassen vom 6. bis zum 8. Schuljahr
- Hampden Academy in Hampden, mit Schulklassen vom 9. bis zum 12. Schuljahr

## Persönlichkeiten

### Söhne und Töchter der Stadt
- Frederick Low (1828–1894), Politiker, Gouverneur von Kalifornien
- Charles H. Treat (1842–1910), Politiker